# عبد الله بن داود الخريبي
أبو عبد الرحمن عبد الله بن داود بن عامر بن ربيع الهمداني، الكوفي الأصل، ثم الشعبي، ثم البصري، المشهور بالخُرَيْبي لنزوله محلة الخريبة بالبصرة، (126 هـ - 15 شوال 213 هـ) من أئمة ورواة الحديث الثقات، قال ابن سعد: كان ثقة عابدا ناسكا.

## روايته للحديث النبوي
- حدث عن : سلمة بن نبيط، وهشام بن عروة ، والأعمش، وعمر بن ذر وإسماعيل بن أبي خالد، وثور بن يزيد، وإسماعيل بن عبد الملك بن أبي الصفيراء، وبكير بن عامر، وجعفر بن برقان، وخالد بن طهمان، وطلحة بن يحيى بن طلحة بن عبيد الله، وعبد العزيز بن عمر بن عبد العزيز، وفضيل بن غزوان، وابن أبي ليلى، وأم داود الوابشية، ومستقيم بن عبد الملك، والأوزاعي، وابن جريج، والثوري، والحسن بن صالح، وإسرائيل، مسعر، وخلق كثير.
- روى عنه : الحسين بن صالح، سفيان بن عيينة، وعمرو بن عاصم، وعلي بن المديني، والفلاس، وبندار، وعلي بن حرب، وعلي بن الحسين الدرهمي، ومسدد، ونصر بن علي وولده علي بن نصر، ومحمد بن يحيى الذهلي، والكديمي، والفضل بن سهل، وخلق.

## ثناء العلماء عليه
- قال أبو حاتم الرازي: «ثقة، كان يميل إلى الرأي».
- قال أبو حاتم بن حبان البستي: «كان متقنا، وقال في الثقات: أصله من الكوفة، وكان ينزل الخريبة من البصرة فنسب إليها، ومولده بالكوفة، يروي عن الأعمش وسلمة بن نبيط، وروى عنه عبد الأعلى بن حماد النرسي وأهل العراق».
- قال أبو زرعة الرازي: «كوفي الأصل بصرى ثقة».
- قال أبو عبد الله الحاكم النيسابوري: «ثقة».
- قال أبو يعلى الخليلي: «أمسك عن الرواية قبل موته».
- قال الذهبي: «ثقة صالح حجة....وترك التحديث تدينا إذ رأى طلبهم له بنية مدخولة».
- قال أحمد بن شعيب النسائي: «ثقة».
- قال ابن حجر العسقلاني: «ثقة عابد».
- قال الدراقطني: «من الرفعاء الثقات، وفي سؤالات أبي عبد الرحمن السلمي، قال: ثقة، زاهد».
- قال عبد الباقي بن قانع البغدادي: «ثقة».
- قال محمد بن سعد كاتب الواقدي: «ثقة».
- قال يحيى بن معين: «ثقة مأمون».